# Zdzisław Hryniewiecki
Zdzisław Hryniewiecki (ur. 1 września 1938 we Lwowie, zm. 17 listopada 1981 w Bielsku-Białej) – polski skoczek narciarski, reprezentant Polski, mistrz kraju. Honorowy Najlepszy Sportowiec Polski w roku 1960. Były rekordzista Polski w długości skoku, były rekordzista skoczni w Wiśle. Według Wojciecha Fortuny był najlepszym polskim skoczkiem w okresie między Stanisławem Marusarzem a Adamem Małyszem. Jego karierę przerwał upadek na skoczni w Wiśle-Malince w styczniu 1960, w wyniku którego został sparaliżowany i do końca życia poruszał się na wózku inwalidzkim.

## Kariera
Hryniewiecki już jako kilkuletni chłopiec jeździł na nartach po lwowskim Łyczakowie. Jego ojciec był piłkarzem Pogoni. Po II wojnie światowej Hryniewieccy zostali zmuszeni do opuszczenia rodzinnego miasta. Wyjechali na zachód i osiedli w Bielsku-Białej. Zdzisław nadal uprawiał narciarstwo, zaczął startować w kombinacji norweskiej. Brał także udział w zawodach pływackich, był mistrzem Polski juniorów w sztafecie cztery razy 50 m stylem dowolnym. Jego pierwszym narciarskim trenerem był starszy brat Janusz. Zdzisław ostatecznie zdecydował się na uprawianie skoków narciarskich i zapisał się do klubu BBTS Bielsko-Biała. Pierwszym sukcesem było zwycięstwo w 1948 roku na skoczni w Cygańskim Lesie, po dwóch skokach na odległość 16 m.
W 1954 wystartował w mistrzostwach Polski juniorów w Karpaczu i zajął w nich 19. miejsce. Trzy lata później w Zakopanem zajął czwarte miejsce. W tym samym roku stanął na trzecim stopniu podium w Mistrzostwach Związkowych Klubów Sportowych juniorów C.
W 1958 wziął udział w Memoriale Bronisława Czecha i Heleny Marusarzówny. W dwuboju klasycznym zajął trzecie miejsce, a w skokach był drugi, po skokach na 73 m i 75 m przegrywając z Nikołajem Szamowem z ZSRR. W tamtym roku wystąpił także w kilku konkursach krajowych. Najlepsze wyniki odniósł podczas konkursu w Zakopanem, który wygrał i na mistrzostwach okręgu śląskiego, gdzie był drugi, przegrywając z Władysławem Tajnerem. Był także siódmy podczas konkursu w Szczyrku i dziewiąty na seniorskich mistrzostwach ZKS-ów. Na Mistrzostwach Polski 1958 w Wiśle zajął siódme miejsce po skokach na 67 m i 70,5 m.

### 1958/1959

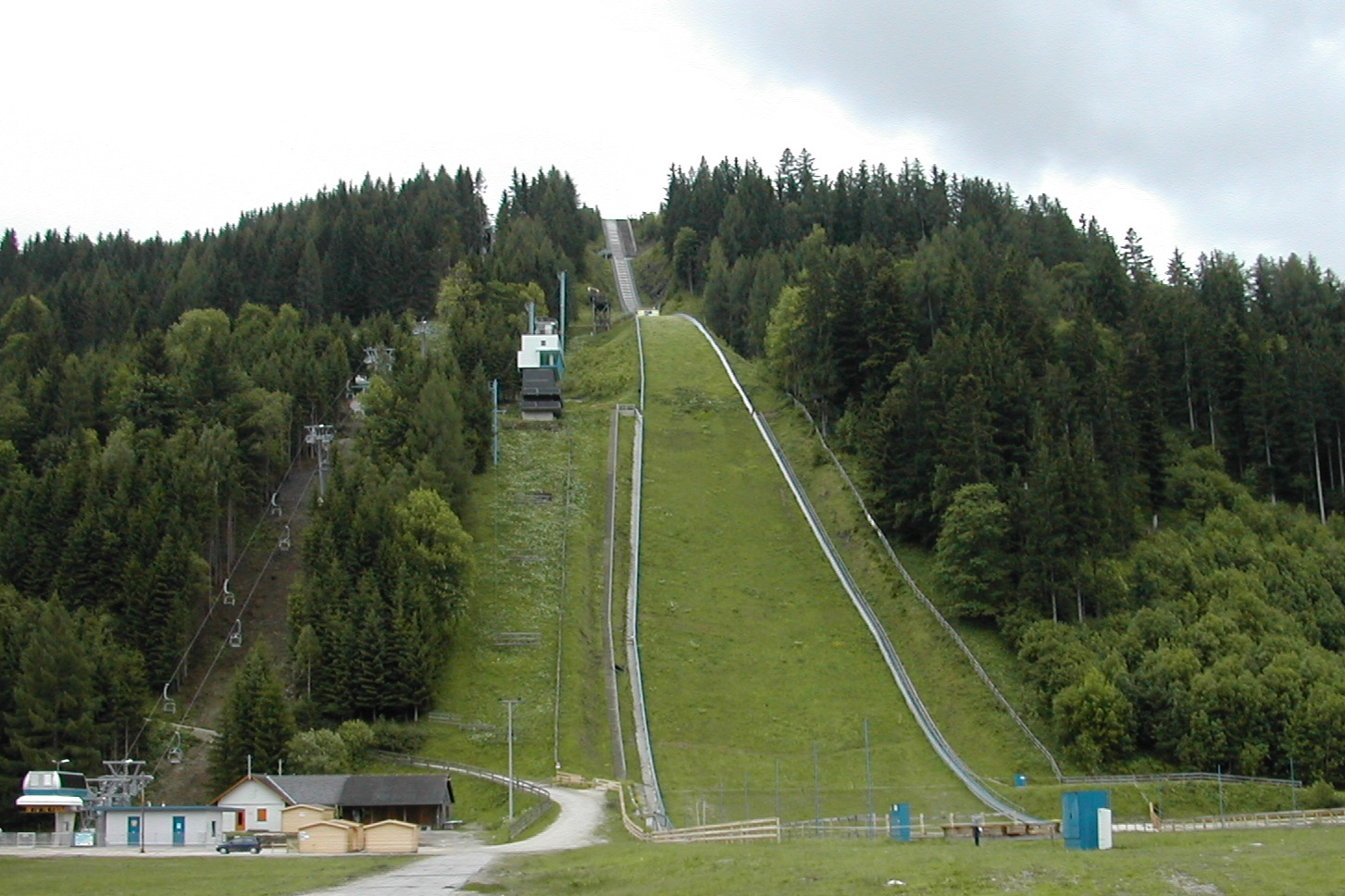
Skocznia Kulm w Tauplitz, na której Hryniewiecki ustanowił rekord kraju

W styczniu 1959 startował w konkursach Pucharu Beskidów 1959, gdzie uplasował się na czwartej pozycji w klasyfikacji generalnej.
W lutym, w Klingenthal, zajął po skokach na 79 m i 71 m piąte miejsce. Przegrał wówczas z Niemcami Helmutem Recknaglem, Wernerem Lesserem, Manfredem Brunnerem i Harrym Glaßem. Później startował w Falun, gdzie uplasował się na 22. pozycji.
15 lutego wywalczył jedyny w karierze medal mistrzostw Polski. Pokonał wówczas Jana Furmana i Władysława Tajnera i zdobył złoty medal, po skokach na 81,5 m i 79,5 m. 8 marca zwyciężył w Mistrzostwach AZS. Tydzień później, podczas Memoriału Bronisława Czecha i Heleny Marusarzówny, na Wielkiej Krokwi w Zakopanem skoczył w pierwszej serii 77,5 m i prowadził przed Szwedem Lingvistem, który osiągnął odległość 76,5 m. W drugiej Sannikow z ZSRR lądował na 79,5 m, potem Lingvist i Szamow skoczyli po 78 m. Hryniewiecki znów skoczył jednak najdalej – 81 m i wygrał konkurs.
W dniach 20-22 marca brał udział w konkursie lotów w austriackim Tauplitz na obiekcie Kulm. Przed rozpoczęciem zmagań Polak założył się z należącym do światowej czołówki Niemcem z NRD, Harrym Glaßem, że go pokona. Zawody miały pięć kolejek. Hryniewiecki w każdej był lepszy od Glaßa, a w jednym ze skoków osiągnął 116 m, co było nowym rekordem Polski. Po pierwszym dniu był 4., a ostatecznie uplasował się na 5. lokacie. 25 marca był czwarty na zawodach w Klingenthal, gdzie pokonał Helmuta Recknagla. Polak lądował na 84 m i 75 m. Dwa dni później wystartował w Oberwiesenthal, gdzie zajął trzecie miejsce, za Recknaglem i Glaßem. Sezon 1958/59 był najlepszym dla polskich skoków od 1938 roku, kiedy Stanisław Marusarz zdobył srebrny medal w Lahti.

### 1959/1960
8. Turniej Czterech Skoczni odbył się bez skoczków z NRD, ZSRR, CSRS i Polski, ponieważ kierownictwa tych ekip zdecydowały się zbojkotować Turniej za niewywieszenie przez organizatorów flagi NRD.
W styczniu Hryniewiecki startował w silnie obsadzonych zawodach w Lauscha w NRD. Rozegrano dwa konkursy – w pierwszym zwyciężył Polak, w drugim Recknagel.

Kozak – oto najlepsze określenie Dzidka Hryniewieckiego. Jego skoki mogą być lepsze lub gorsze, udane lub nieudane, lecz w każdym najdrobniejszym elemencie każdego z nich widać olbrzymie serce do walki, widać tę młodzieńczą czupurność, „kozackość”... No i wrodzony ptasi instynkt.

9 stycznia w Oberwiesenthal, w pierwszym konkursie, wygrał Recknagel przed Sannikowem i Szamowem. Hryniewiecki w pierwszej serii doleciał do 77 m, w drugiej do 83 m, lecz nie ustał tego skoku. Następnego dnia był już najlepszy. Osiągnął wówczas 82,5 m i, z obniżonego rozbiegu, 73,5 m. Kolejne zawody, w Klingenthal, się nie odbyły. Hryniewiecki oddał najdłuższy skok w sesji treningowej (78,5 m). Ówczesnym trenerem polskiej kadry skoczków był Mieczysław Kozdruń. Hryniewiecki skakał takim samym stylem jak Recknagel, z rękami wyciągniętymi w drugiej fazie lotu przed siebie. Za każdym razem starał się uzyskać maksymalną odległość. W tym czasie zaprzyjaźnił się z Władysławem Tajnerem.

Walczyliśmy razem o wyjazd olimpijski do Ameryki. Świetnie wypadliśmy podczas konkursu w Oberwiesenthal. Podziwiałem klasę „Dzidka”. Był to wspaniały chłopak. Zdecydowany, miał charakter, nie bał się niczego i nikogo. Bardzo mi tym imponował. Jego stanowczość przejawiała się też w rozmowach z trenerem, kiedy „Dzidek” potrafił walczyć o swój punkt widzenia. Ten pogląd podzielali także dziennikarze i znawcy narciarstwa w kraju, którzy widzieli w Hryniewieckim kandydata do medalu olimpijskiego.

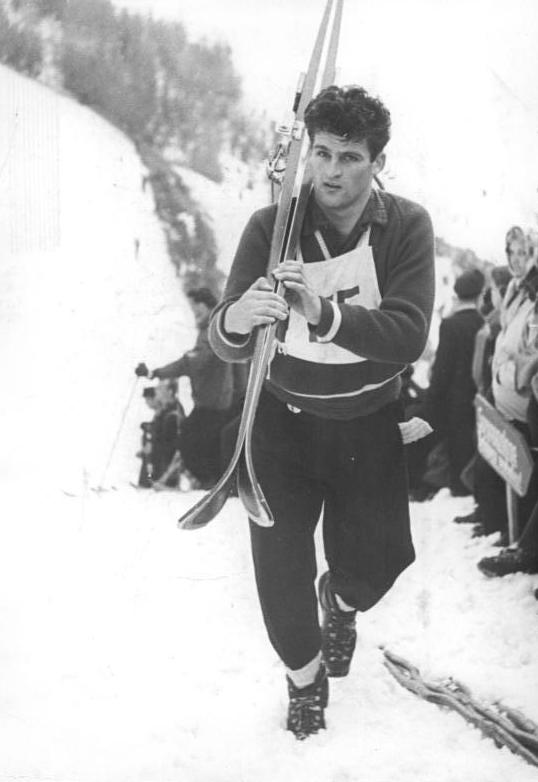
Helmut Recknagel, jeden z głównych rywali Hryniewieckiego

16 stycznia 1960 wygrał międzynarodowy konkurs skoków, organizowany w ramach Pucharu Beskidów na skoczni w Wiśle-Malince, przed Władysławem Tajnerem i Józefem Gąsienicą Bryjakiem. Uzyskał wówczas odległości 78,5 m i 70,5 m z notą 227,5 punktu, o 10,5 punktów wyprzedzając Tajnera i o 16 punktów Gąsienicę Bryjaka. Odległość 78,5 m była przez cztery lata rekordem skoczni w Wiśle. Drugi konkurs skoków rozegrano w Szczyrku na Skalitem. Wygrał go Władysław Tajner. Hryniewiecki oddał najdłuższy skok w konkursie, ale podparł go i zajął 14. miejsce. W klasyfikacji generalnej zajął drugą pozycję. Po zawodach stwierdził, że jedzie na igrzyska po złoto, ale ze srebra i brązu również byłby zadowolony.

#### Upadek na skoczni Wisła-Malinka
28 stycznia, dwa dni przed wyjazdem na igrzyska, Hryniewiecki brał udział w ostatnim przedolimpijskim treningu na skoczni w Wiśle-Malince. Przed rozegraniem na niej treningu, zamknięto na ulicy ruch kołowy, ponieważ zeskok kończył się na asfaltowej szosie. Skakało dwóch członków kadry: Hryniewiecki i Tajner. W pierwszej serii Tajner skoczył ponad 70 m, Hryniewiecki 78 m z podpórką − pół metra mniej od własnego rekordu skoczni. Przed drugą serią Tajner zaproponował obniżenie belki, ale Hryniewiecki nie zgodził się i skoczył z najwyższego rozbiegu. Zbyt wcześnie wyszedł z progu i miał ciężki upadek. Nie wziął pod uwagę zaleceń trenera, by skakać ostrożniej.
Tajner, który miał skakać zaraz po Hryniewieckim, obserwował z rozbiegu skoczni jego tragedię. Hryniewiecki złamał trzon kręgu szyjnego i stłukł klatkę piersiową. W wyniku urazu nastąpił natychmiastowy niedowład górnych kończyn i całkowity bezwład tułowia wraz z kończynami dolnymi.

Tym razem Dzidek postanowił skakać jako pierwszy. Odbił się za wcześnie. Czubki nart ślizgały się jeszcze po lodzie, kiedy ich tyły i zawodnik byli już w powietrzu. Impet sprawił, że Dzidek fiknął salto do przodu. Zdziwiło mnie, że nie próbował się ratować. On spadał bezwładnie, jak pozbawiony sterowności samolot. Trwało to sekundy. Wylądował, uderzając o zamarznięte podłoże... (...) Po upadku rzuciłem nartami i pobiegłem do niego. Dzidek był jeszcze świadomy. Mówił, że nie czuje ani rąk ani nóg. Nie dostrzegłem jednak żadnych obrażeń. Sądziłem, że bezwład stanowi jedynie efekt szoku. Nie zdawałem sobie sprawy, że to tragiczny koniec jego wspaniałej, lecz jakże krótkiej kariery.

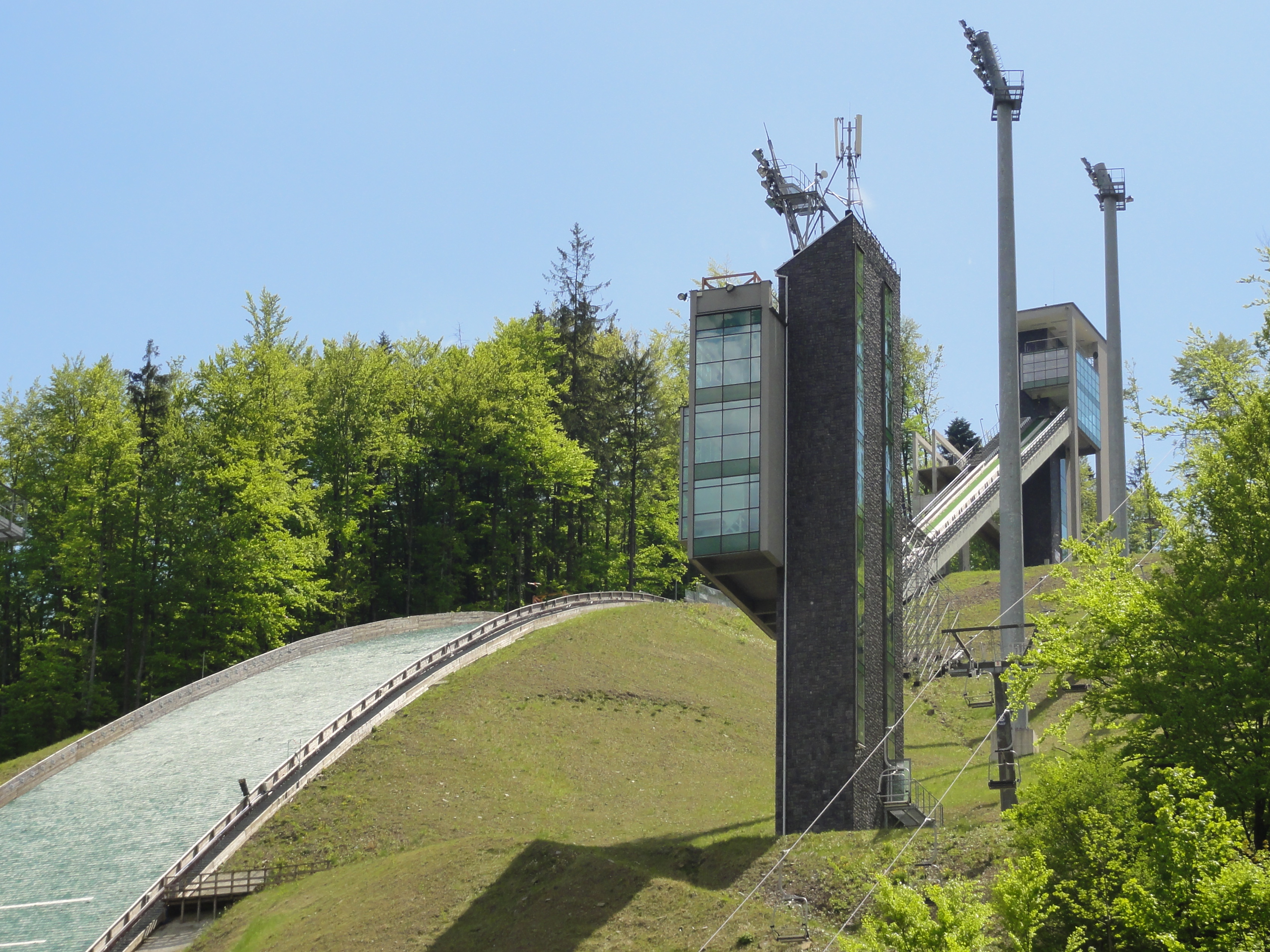
Skocznia w Wiśle-Malince, na której Hryniewiecki miał upadek, który spowodował koniec jego kariery

Były trener alpejczyków, Kazimierz Koterbski, stwierdził, że na tak ciężki upadek miało wpływ także wygimnastykowanie skoczka, który, chcąc się ratować, wykonał rozpaczliwą próbę kręcenia salta w powietrzu, którą podpatrzył na zawodach w Norwegii. Władysław Tajner nazwał później trenera Kozdrunia głównym winowajcą kalectwa Hryniewieckiego. Uważał on, że trening na skoczni w Wiśle był niepotrzebny. Piotr Wala, Gustaw Bujok i trener Bronisław Klęczek twierdzili jednak, że był to zwykły przypadek spowodowany błędem przy wychodzeniu z progu. Kozdruń bardzo przeżył upadek podopiecznego.
Skoczka przewieziono do szpitala w Cieszynie, a następnie helikopterem dostarczono do Instytutu Chirurgii Urazowej w Piekarach Śląskich. Stwierdzono tam złamanie trzonu piątego kręgu szyjnego, czwartego piersiowego i uszkodzenie rdzenia kręgowego, porażenie kończyn oraz mięśni tułowia. Zawodnikiem zajmowali się najlepsi polscy lekarze, m.in. dr Liszka, dr Antoni Smolik, dr Janusz Daab i dr Sowiński. Hryniewieckiemu założono wyciąg, a następnie, 9 lutego, specjalista od urazów kostnych, profesor Adam Gruca, przeprowadził na nim operację. Przez kilkanaście tygodni pacjent leżał w gipsowym gorsecie. Czytelnicy Przeglądu Sportowego przyznali mu honorowy tytuł najlepszego polskiego sportowca roku 1960. W tym samym czasie, w Squaw Valley, na igrzyskach olimpijskich, Helmut Recknagel zdobył złoty medal. Po zakończeniu olimpiady przysłał go Hryniewieckiemu, zaznaczając, że w normalnych warunkach przypadłby on Polakowi. Jeszcze przed wyjazdem do Ameryki za pośrednictwem Przeglądu Sportowego pozdrowił go i życzył mu powrotu do zdrowia i do skakania.

## Po zakończeniu kariery
Hryniewiecki po czterech miesiącach, kiedy jego rany się zabliźniły, trafił do duńskiego sanatorium w Hornbæk. Główny Komitet Kultury Fizycznej, kierowany w tym okresie przez Włodzimierza Reczka, znalazł fundusze na jego leczenie. Dzięki intensywnej rehabilitacji udało mu się odzyskać częściowo sprawność w rękach, ale nogi i palce dłoni pozostały sparaliżowane. Nauczył się samodzielnie siedzieć i stać w poręczach. Rehabilitację kontynuował potem w Polsce, w Konstancinie i Ciechocinku. Tam też poznał pielęgniarkę Wandę Góralską, z którą wziął ślub. Otrzymał mieszkanie, a ówczesne władze PZN i PKOl ufundowały mu samochód – Škodę. Wraz z żoną i przyjaciółmi jeździł nim latem nad rzekę, a zimą na konkursy skoków do Wisły, Zakopanego i Szczyrku. Ludzie często spotykali się z Hryniewieckim, odwiedzali go m.in. aktor Zbigniew Cybulski, bokserzy Marian Kasprzyk, Zbigniew Pietrzykowski i trener Mieczysław Kozdruń. Żona byłego skoczka pragnęła mieć dzieci, których w tym związku być nie mogło. Po pięciu latach małżeństwa rozwiedli się. Hryniewiecki załamał się psychicznie i popadł w alkoholizm.

## Śmierć

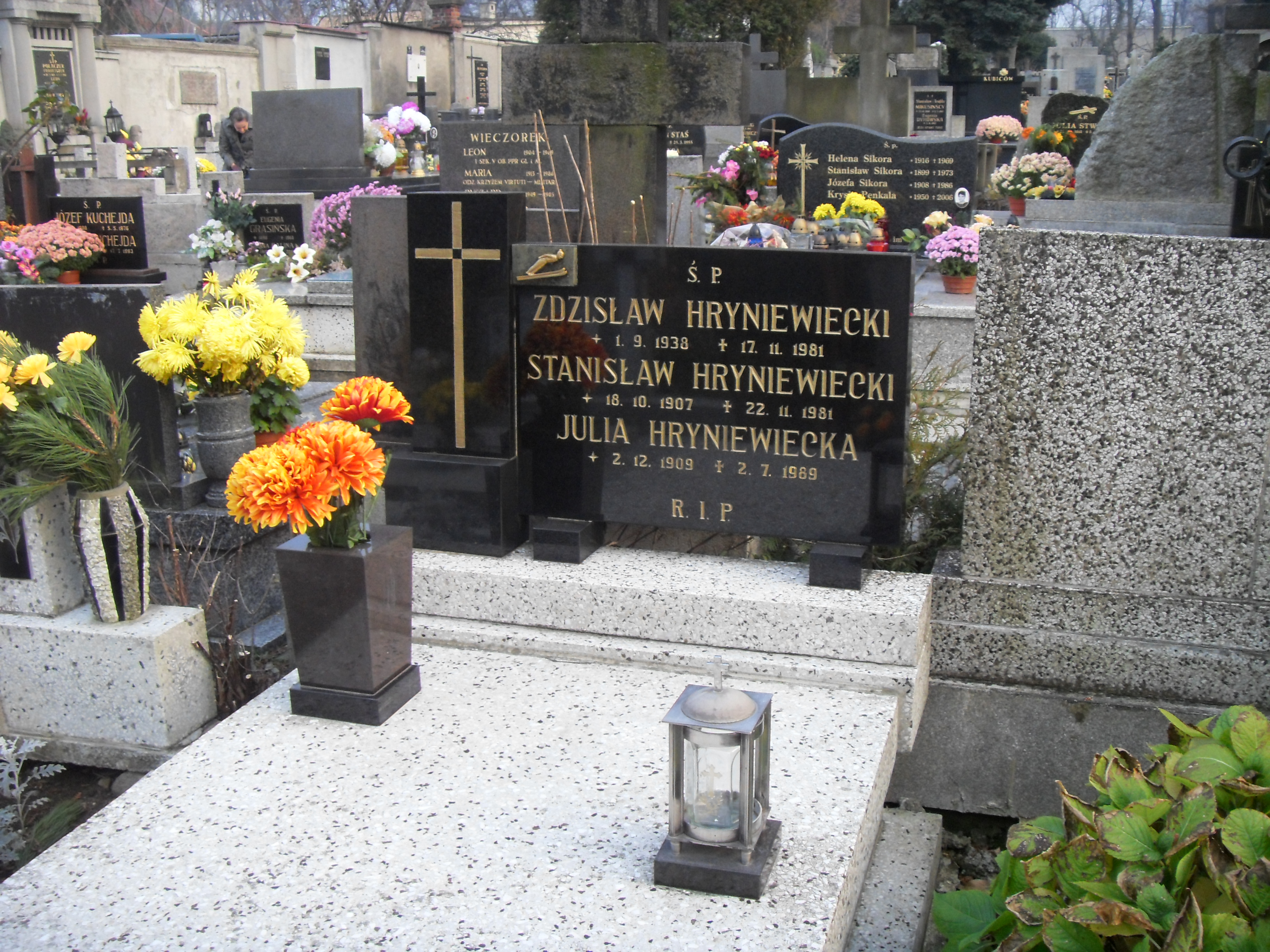
Grób Zdzisława Hryniewieckiego na cmentarzu przy ul. Grunwaldzkiej w Bielsku-Białej

Na wózku inwalidzkim spędził prawie 22 lata. Mieszkał w Bielsku-Białej przy ulicy Zegadłowicza. Ostatnie pięć lat życia spędził w łóżku, z odleżynami na brzuchu. Miał też problemy z krążeniem i nerkami. Jesienią 1980 Hryniewieckim zainteresowała się bielska „Solidarność”, ale jego organizm prawie nie funkcjonował. Zmarł z poniedziałku na wtorek, 17 listopada 1981 roku, w wieku 43 lat. Wzmianki o jego śmierci i karierze sportowej zamieściły m.in. Przegląd Sportowy i Sport.

Dzisiaj, kiedy Adam Małysz jest najlepszym skoczkiem świata, łatwiej zrozumieć dlaczego po upadku Hryniewieckiego płakała cała Polska. On miał być Małyszem, tylko czterdzieści lat wcześniej. O ile jednak Małysz dystansuje się od popularności, ucieka w skromność, o tyle Hryniewiecki był z urodzenia gwiazdorem. Chciał być wielki na skoczni i taki sam poza nią. Miał być Jamesem Deanem polskiego sportu: tak samo przystojny jak amerykański aktor, może tylko mniej zbuntowany.

W sobotę, 21 listopada, w kościele św. Mikołaja odbyło się nabożeństwo żałobne. Pochowano go na cmentarzu przy ul. Grunwaldzkiej. W kondukcie żałobnym szła rodzina zmarłego, delegacje beskidzkich i podhalańskich klubów sportowych, przedstawiciele władz, przyjaciele i setki mieszkańców Podbeskidzia.

## Po śmierci
Narty i trofea sportowe skoczka trafiły do Muzeum Sportu i Turystyki w Warszawie. Trafił tam też duplikat złotego medalu olimpijskiego ze Squaw Valley, który Recknagel przysłał Hryniewieckiemu, wraz z depeszą zawierającą słowa starorzymskiej sentencji Primus inter pares (Pierwszy wśród równych). Część pamiątek wciąż przechowuje rodzina Hryniewieckich w Bielsku-Białej. Imieniem Hryniewieckiego nazwano nieistniejącą obecnie skocznię narciarską na „Białym Krzyżu”, poniżej Przełęczy Salmopolskiej. Skocznia spłonęła w 2000 roku. Była ona nieczynna już od 1992 i przeznaczona do rozbiórki. Przez pewien czas, od lat 80., organizowano „Memoriał Zdzisława Hryniewieckiego” w skokach narciarskich. Podczas przebudowy skoczni w Wiśle planowano nadać jej imię Hryniewieckiego, lecz ostatecznie została ona skocznią im. Adama Małysza.

## Mistrzostwa Polski w skokach narciarskich
| Miejsce | Dzień     | Rok  | Miejscowość | Skocznia       | Skok 1 | Skok 2 | Nota      | Strata   | Zwycięzca        |
| ------- | --------- | ---- | ----------- | -------------- | ------ | ------ | --------- | -------- | ---------------- |
| 7.      | 2 lutego  | 1958 | Wisła       | Malinka        | 67,0 m | 70,5 m | 203,5 pkt | 20,0 pkt | Władysław Tajner |
| 1.      | 15 lutego | 1959 | Zakopane    | Wielka Krokiew | 81,5 m | 79,5 m | 223,5 pkt | -        | -                |

## Inne osiągnięcia
- mistrz AZS w skokach[4]: 1959
- Memoriał Bronisława Czecha i Heleny Marusarzówny 1958 – 2. miejsce (w skokach), 3. miejsce (w dwuboju klasycznym)[3]
- Memoriał Bronisława Czecha i Heleny Marusarzówny 1959 – 1. miejsce (w skokach)[9]
- Puchar Beskidów 1959 – 4. miejsce, 1960 – 2. miejsce[11]